# Aleksej Ivanovič Gurjev
Aleksej Ivanovič Gurjev (rusko Алексе́й Ива́нович Гу́рьев), ruski general, * 1767, † 1819.
Bil je eden izmed pomembnejših generalov, ki so se borili med Napoleonovo invazijo na Rusijo.
Njegov portret je bil eden izmed 13, ki niso bili nikoli izdelani za Vojaško galerijo Zimskega dvorca.

## Življenje
1. maja 1784 je vstopil v Moskovski karabinjerski polk in 1. junija istega leta je bil premeščen v Izmailovski polk. S polkom se je udeležil vojne proti Švedom leta 1790. Naslednje leto je bil kot stotnik premeščen v redno kopensko vojsko. 
Leta 1794 se je udeležil zatrtja poljske vstaje; 12. decembra 1808 je bil povišan v polkovnika in 30. maja 1811 je bil imenovan za poveljnika Poljskega ulanskega polka. Med patriotsko vojno se je izkazal kot poveljnik, tako da je bil 30. novembra 1813 povišan v generalmajorja. 
14. marca 1818 je postal poveljnik 1. brigade 3. huzarske divizije.